# Метанефрин
Метанефрин — метаболит адреналина, образуемый с помощью фермента COMT.

## Медицинское значение
Уровень метанефрина считается более чувствительным маркером феохромоцитомы по сравнению с ванилилминдальной кислотой, однако не полностью специфичен для этого заболевания (специфичность около 85 %), в связи с чем рекомендуется комплексный 24-часовой анализ мочи с учётом уровней катехоламинов и метанефрина.